# Jörg Fischer
Jörg Fischer (Alemania Occidental; 4 de julio de 1957) es un músico y compositor alemán conocido mayormente por haber sido guitarrista de la banda de heavy metal Accept, entre 1978 y 1982, y 1984 a 1988. Durante su primera etapa en la banda cumplió la labor de guitarrista líder. alternando su participación con Wolf Hoffmann, sin embargo, en su segunda etapa su rol se redujo a guitarrista rítmico y solo fue líder en las canciones «Living for Tonite», «Wrong is Right» y «Another Second to Be». Cabe señalar que su última aparición en un álbum fue en 1996 y desde entonces se ha mantenido alejado de la industria musical.

## Carrera
A fines de 1978 ingresó a la banda alemana de heavy metal Accept como reemplazo del guitarrista Gerhard Wahl. En su primera fase con la agrupación participó como guitarrista y compositor en los álbumes Accept (1979), I'm a Rebel (1980) y Breaker (1981). A principios de 1982 y luego de culminar las presentaciones de la gira promocional de Breaker renunció a la banda, siendo sustituido por Jan Koemmet. En una de las presentaciones del tour de Balls to the Wall Accept se reencontró con él, que con la insistencia de la mánager Gaby Hauke pasó a formar parte una vez más, participando en las grabaciones de Metal Heart (1985) y Russian Roulette (1986). Tras cuatro años en la banda, en 1988 volvió alejarse de manera definitiva del grupo alemán.
Posteriormente, formó parte del proyecto californiano de corta duración Royal Flush, en el que también estaban el cantante Dave Fefolt (Hawk, Masi), el guitarrista Roy Z, el bajista Rex Tennyson (Hellion) y el baterista Reynold Carlson (Jag Panzer). Tras grabar una maqueta de cinco canciones con el productor Dieter Dierks, la agrupación se separó. En 1991 giró por Suecia y Noruega con la banda Goodnight LA, conformada por los músicos suecos Pete Sandberg en la voz, Magnus Rosén en el bajo, Anders Johansson en la batería y Jens Johansson en los teclados. Dos años después grabó con Billionaires Boys Club el álbum Something Wicked Comes, pero al poco tiempo la banda desapareció. Durante varios meses mantuvo un perfil bajo en la música, hasta que 1996 fue parte del grupo de estudio Doom Squad, conformado por algunos integrantes de Anthrax, Ugly Kid Joe y Armored Saint. Este proyecto musical versionó el tema «Burnin' Up» para el álbum tributo a Judas Priest, A Tribute to Judas Priest: Legends of Metal.

## Discografía
| Con Accept - 1979: Accept - 1980: I'm a Rebel - 1981: Breaker - 1985: Metal Heart - 1986: Russian Roulette | Con Billionaires Boys Club - 1993: Something Wicked Comes |